# El Huejote
El Huejote är en ort i Mexiko.   Den ligger i kommunen Badiraguato och delstaten Sinaloa, i den västra delen av landet, 1 100 km nordväst om huvudstaden Mexico City. El Huejote ligger 340 meter över havet och antalet invånare är 221.
Terrängen runt El Huejote är kuperad norrut, men söderut är den platt. Runt El Huejote är det mycket glesbefolkat, med 6 invånare per kvadratkilometer. Närmaste större samhälle är Badiraguato, 19,6 km söder om El Huejote. I omgivningarna runt El Huejote växer huvudsakligen savannskog.